# Vaterland (Schiff, 1965)
Vaterland war der erste Name eines Fahrgastschiffes, das zunächst auf den Berliner Gewässern im Einsatz war. Es gehörte damals der Reederei Bruno Winkler.

## Geschichte
Otto und Eduard Winkler waren mit ihren Familien, darunter dem späteren Unternehmensinhaber Bruno Winkler, im Frühjahr 1953 auf der Deutschland nach Westberlin geflohen und hatten dort mit diesem Schiff ihr Unternehmen weitergeführt. Als zweites Schiff nach der Übersiedlung war 1960 die Poseidon angeschafft worden, die aber schon relativ betagt war. 1964/65 ließ man bei der Schiffswerft Schmidt in Oberkassel ein neues Motorschiff bauen, das bei seiner Jungfernfahrt am 8. Mai 1965 das größte Ausflugsschiff war, das in Westberlin beheimatet war. Die Vaterland war damals 43,5 Meter lang und 7,66 Meter breit und durfte 700 Personen befördern. Sie wurde von einem 320-PS-Dieselmotor von MWM angetrieben, der eine Geschwindigkeit von 22 km/h ermöglichte. Weil die Berliner Gewässer in Ufernähe oft sehr flach sind, hatte man sich für eine Konstruktion mit Rundspanten entschieden. Der Dreidecker besaß unter dem Hauptdeck eine Kajüte mit Bar, einen Extrasalon auf dem Vordeck, den man auch gesondert mieten konnte, einen großen Hauptsalon und Sonnendecks auf dem Vor- und Achterschiff. Im Jahr 1987 hatte die Vaterland laut Kurt Groggert noch eine Erlaubnis zur Beförderung von 600 Personen und gehörte damit immer noch zu den größeren Schiffen in Winklers Flotte. Diese bestand damals aus der Deutschland, der Vaterland, der Hanseatic, der Präsident und der Europa.
1976/77 wurde das Schiff auf der Schiffswerft Schmidt in Oberwinter auf 47,35 Meter verlängert. 1989 befand sich das Schiff noch in Berlin. Nach dem Verkauf nach Frankreich erhielt es den Namen Lorraine. Zeitweise lag die Lorraine als Restaurantschiff in Metz. Spätestens 2016 gelangte das Schiff in die Niederlande, wo es zeitweise im Hafen Werkendam lag. Unter dem Namen Princess wurde es dann in Leeuwarden gemeldet. Fotografien aus dem Frühjahr 2018 zeigten die Princess in recht vernachlässigtem Zustand in Friesland.